# 朱星
朱星（1950年—），男，汉族，中华人民共和国物理学家，曾任北京大学校长助理、国家纳米科学中心副主任，第十一届全国政协委员。

## 生平
2008年，当选第十一届全国政协委员，代表科学技术界，分入第三十组。并担任教科文卫体委员会专委。